# Pseudo-Geber
Pseudo-Geber ("falso Geber") é o nome assinalado pelos historiadores modernos a um alquimista europeu anônimo nascido no século XIII, que é algumas vezes identificado como Paulo de Tarento. Pseudo-Geber escreveu vários livros que foram publicados até a metade do século XVI. Sua principal obra foi Summa Perfectionis, um dos livros mais lidos pelos alquimistas ocidentais no período medieval. O autor assume que todos os metais são compostos de uma mistura de corpúsculos de enxofre e mercúrio e fornece uma descrição detalhada das propriedades metálicas. Ele explica o uso de um elixir na transmutação de metais em ouro e defende extensivamente a alquimia contra a acusação de que a transmutação de metais era impossível. 